# Det Pædagogiske Selskab
Det pædagogiske Selskab blev stiftet den 17. juni 1820. Formålet med selskabets virksomhed er at medvirke til opdragelsens og undervisningens fremme. De oprindelige stiftere var lærere på københavnske privatskoler, men fra slutningen af 1800-tallet talte medlemsskaren undervisere og ledere fra folke- og privatskoler, gymnasier og lærerseminarier.
Selskabet var i mange år en væsentlig bidragyder til den pædagogiske debat om undervisningsmetoder, lærebøger, prøver og eksaminer. Stor betydning for det danske uddannelsessystem havde debatten i slutningen af 1800-tallet, der ledte frem til Lov om Højere Almenskoler fra 1903.
Fra 1904 til 2006 var selskabet (med)udgiver af et pædagogisk tidsskrift, først under navnet ”Vor Ungdom”, (fra 1952  ”Dansk Pædagogisk Tidsskrift”). Siden 2006 har selskabet indskrænket sin aktivitet til 2 årlige konferencer.